# Observerbara universum

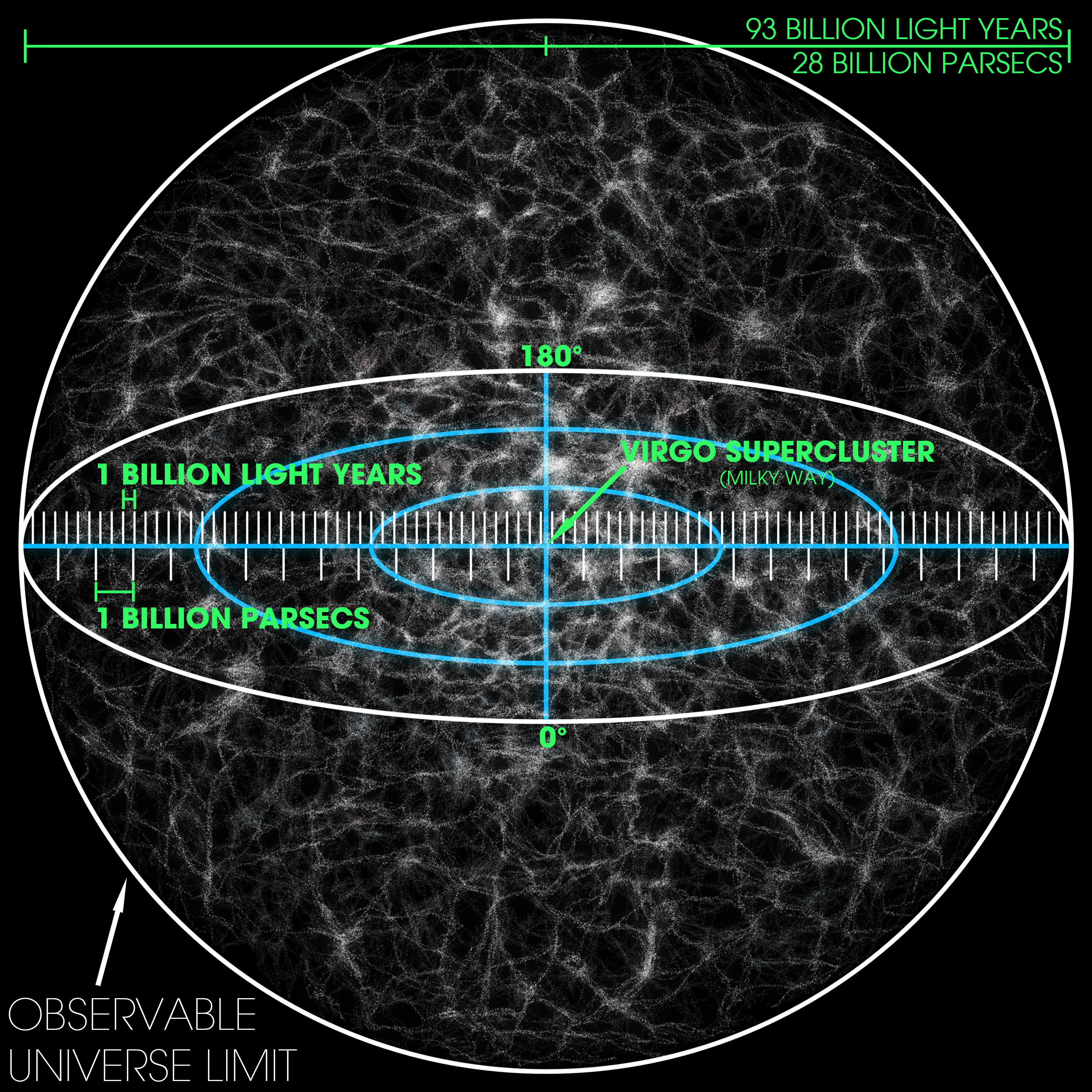
Visualisering av det 93 miljarder ljusår – eller 28 miljarder parsec stora – tredimensionella observerbara universum. Skalan är sådan att de fina kornen föreställer samlingar av stort antal superhopar. Den Virgosuperhopen – hem för Vintergatan – är markerad i mitten, men den är alltför liten för att kunna ses på bilden.

Det observerbara universum är den volym av rymd som människan kan observera från jorden i dag, med blotta ögat eller teleskop. Ljus och andra signaler från galaxer och andra objekt inom den volymen har haft tillräcklig tid på sig för att nå oss sedan universum började expandera vid Big Bang. Gränsen för det observerbara universum är en horisont som vi inte kan se bortom, eftersom inga signaler därifrån har hunnit hit ännu. 
Under antagandet att universum är isotropt, vilket stämmer väl med vad vi ser, så är radien på det observerbara universum densamma i alla riktningar, vilket innebär att det observerbara universum är en sfär med centrum i den som observerar. Detta gäller oavsett vilken form universum som helhet har, och oavsett om universum är ändligt eller oändligt, bara det är större än den observerbara volymen. Varje plats i universum har sitt eget observerbara universum som kan, men inte behöver, överlappa med vårt.
Hur (eller om) rymden fortsätter bortanför vårt observerbara universums horisont, kan vi i princip inte ha någon direkt kunskap om. Så långt bort som vi har observerat, så ser dock universum i princip likadant ut överallt. Inga tecken tyder på att rymden skulle ha ett slut.

## Storlek
Universums ålder är cirka 13,75 miljarder år, så man skulle kunna tro att det observerbara universum har en radie på 13,75 miljarder ljusår. Detta är dock fel, eftersom det inte tar hänsyn till att universum expanderar. Det ljus som når oss idag från de mest avlägsna objekten, sändes ut då de var mycket närmare än 13,75 miljarder ljusår; under tiden ljuset färdats mot oss har sträckan blivit längre. Samtidigt har de objekt från vilka ljuset sändes ut avlägsnat sig från oss på grund av expansionen.
Diametern av det observerbara universum beräknas vara ungefär 93 miljarder ljusår, vilket innebär att avståndet till dess gräns är 46-47 miljarder ljusår.